# Paraona benderi
Paraona benderi là một loài bướm đêm thuộc phân họ Arctiinae, họ Erebidae.